# Фракассини, Чезаре
Чезаре Фракассини, Чезаре Фракасси (итал. Cesare Fracassini, Cesare Fracassi; 18 декабря 1838, Рим — 13 декабря 1868, Рим) — итальянский живописец академического направления, работал в мифологическом и историческом жанрах.

## Биография
Чезаре Фракассини родился в Риме, учился живописи у Томмазо Минарди в Академии Святого Луки.

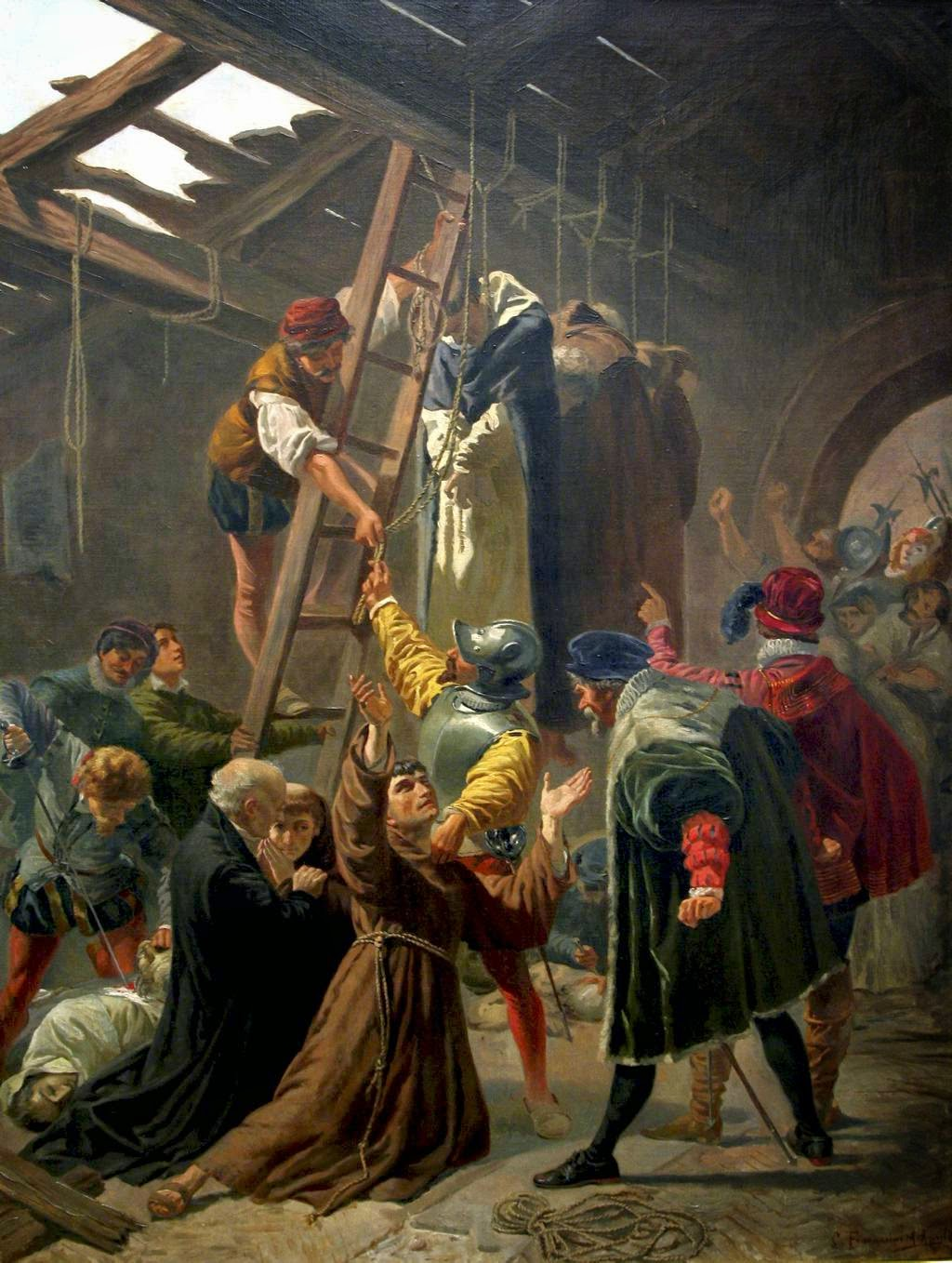
Мученики Горинхемские. 1867. Холст, масло. Ватикан

Одной из самых известных его картин являются «Мученики Горинхемские (Горкумские)» (Горинхем — город в Голландии), написанные для церемонии беатификации (причисления к лику блаженных) в Ватикане.
В Академии Фракассини получил первую премию за картину «Давид перед Саулом». Писал исторические картины и фрески на религиозные сюжеты для церквей Рима: Сан-Себастьяно-фуори-ле-Мура, Санта-Мария-ин-Трастевере, Сант-Иньяцио, а также для церквей в Террачина и Альбано.
В дополнение к станко́вым картинам Фракассини оформлял занавесы театра в Орвието, Театра Арджентина и Театра Аполлона в Риме (изображающего Аполлона и Фаэтона с солнечной колесницей; 1862).
Его главными произведениями считаются шесть больших фресок в базилике Сан-Лоренцо-фуори-ле-мура, изображающие сцены из жизни святых мучеников. Фракассини написал три композиции: «Святой Стефан, избранный дьяконом», «Святой Стефан, осужденный на смерть» и «Святой Лаврентий, раздающий милостыню». Другие фрески писал Чезаре Мариани.
В 1857 году художник был удостоен первой премии на академическом «Конкурсе Клементина» (Concorso Clementino, основанном папой Климентом XI). За несколько лет до смерти Фракассини познакомился с живописцем Бернардо Челентано, который способствовал его освобождению от канонов академического искусства.